# Anomala stalmansi
Anomala stalmansi är en skalbaggsart som beskrevs av Limbourg 2007. Anomala stalmansi ingår i släktet Anomala och familjen Rutelidae. Inga underarter finns listade i Catalogue of Life.